# Seydou Doumbia
Seydou Doumbia (født 31. december 1987) er en ivoriansk fodboldspiller. Han spiller for schweiziske Sion.

## Elfenbenskystens fodboldlandshold
| Elfenbenskystens landshold | Elfenbenskystens landshold | Elfenbenskystens landshold |
| År                         | Kmp                        | Mål                        |
| -------------------------- | -------------------------- | -------------------------- |
| 2008                       | 1                          | 0                          |
| 2009                       | 3                          | 1                          |
| 2010                       | 6                          | 0                          |
| 2011                       | 3                          | 0                          |
| 2012                       | 5                          | 0                          |
| 2013                       | 1                          | 0                          |
| 2014                       | 3                          | 1                          |
| 2015                       |                            |                            |
| Total                      | 22                         | 2                          |